# ديفيون بيري
ديفيون بيري (بالإنجليزية: Davion Berry)‏ مواليد 1 نوفمبر 1991 في أوكلاند، هو لاعب كرة سلة أمريكي. بدأ مسيرته الاحترافية في سنة 2014. يلعب مع تايغرز توبينغن في الدوري الألماني لكرة السلة. يحمل الرقم 25. يبلغ طوله 6 قدم 4 بوصة (1.9 م).

## المسيرة الاحترافية
لعب مع مين ريد كلوز في سنة 2015، ثم لعب مع تشانغوون إل جي ساكرز في سنة 2015، ثم لعب مع مين ريد كلوز في موسم 2015–2016، ثم لعب مع تايغرز توبينغن في الدوري الألماني في سنة 2016.

## روابط خارجية
- ديفيون بيري على موقع سبورتس رفرنس (الإنجليزية)
- ديفيون بيري على موقع كرة السلة الأوروبية.كوم (الإنجليزية)
- ديفيون بيري على موقع كلية كرة السلة في سبورتس رفرنس.كوم (الإنجليزية)
- ديفيون بيري على موقع ريلجم (الإنجليزية)
- ديفيون بيري على موقع بروبوليرز (الإنجليزية)
- ديفيون بيري على موقع سبورتس رفرنس (الإنجليزية)
- ديفيون بيري على موقع سبورتس رفرنس (الإنجليزية)